# Raad van Ministers (Wit-Rusland)
De Raad van Ministers van Wit-Rusland vormt samen met de president de uitvoerende macht van Wit-Rusland. Volgens de grondwet van Wit-Rusland (1996), hoofdstuk 5, artikel 106, is de Raad van Ministers het "centrale lichaam van het staatsbestuur". De minister-president en de ministers worden door de president benoemd. Het Huis van Afgevaardigden moet echter wel de benoeming van de president goedkeuren. Wanneer het kabinet niet het vertrouwen geniet van het parlement dan moet de president of het kabinet ontbinden of het parlement ontbinden en nieuwe verkiezingen uitschrijven.
De Raad van Ministers bestaat uit 31 ministers. Afgezien van ministers, zijn ook andere (6) hoge functionarissen, zoals de directeur van de Nationale Bank, een voorzitter van de Staatscontrolecommissie enz. Het Presidium van de Raad van Ministers bestaat uit de belangrijkste ministers en komt geregeld bijeen.

## Samenstelling van de Raad van Ministers (2006)
| Presidium van de Raad van Ministers                       | Presidium van de Raad van Ministers  | Presidium van de Raad van Ministers | Presidium van de Raad van Ministers | Presidium van de Raad van Ministers | Presidium van de Raad van Ministers | Presidium van de Raad van Ministers | Presidium van de Raad van Ministers | Presidium van de Raad van Ministers |
| Functie                                                   | persoon                              |                                     |                                     |                                     |                                     |                                     |                                     |                                     |
| --------------------------------------------------------- | ------------------------------------ | ----------------------------------- | ----------------------------------- | ----------------------------------- | ----------------------------------- | ----------------------------------- | ----------------------------------- | ----------------------------------- |
| Premier                                                   | Sjarhej Sidorski                     |                                     |                                     |                                     |                                     |                                     |                                     |                                     |
| Eerste plaatsvervangend premier                           | Vladimir Semasjko                    |                                     |                                     |                                     |                                     |                                     |                                     |                                     |
| Plaatsvervangend premier                                  | Ivan Bambiza                         |                                     |                                     |                                     |                                     |                                     |                                     |                                     |
| Gevolmachtigde van de president, plaatsvervangend premier | Vasili Dolgoliov                     |                                     |                                     |                                     |                                     |                                     |                                     |                                     |
| Plaatsvervangend premier                                  | Andrej Kobiakov                      |                                     |                                     |                                     |                                     |                                     |                                     |                                     |
| Plaatsvervangend premier                                  | Aleksandr Kosinets                   |                                     |                                     |                                     |                                     |                                     |                                     |                                     |
| Plaatsvervangend premier                                  | —                                    |                                     |                                     |                                     |                                     |                                     |                                     |                                     |
| Hoofd van de presidentiële administratie                  | Gennadi Neviglas                     |                                     |                                     |                                     |                                     |                                     |                                     |                                     |
| Voorzitter van de Staatscontrolecommissie                 | —                                    |                                     |                                     |                                     |                                     |                                     |                                     |                                     |
| Voorzitter van het Bestuur van Nationale Bank             | Petr Prokopovitsj                    |                                     |                                     |                                     |                                     |                                     |                                     |                                     |
| Minister van Financiën                                    | Nikolaj Korbut                       |                                     |                                     |                                     |                                     |                                     |                                     |                                     |
| Minister van Buitenlandse Zaken                           | Sergej Martinov                      |                                     |                                     |                                     |                                     |                                     |                                     |                                     |
| Minister van Economische Zaken                            | Nikolaj Zaitsjenko                   |                                     |                                     |                                     |                                     |                                     |                                     |                                     |
| Overige ministers                                         |                                      |                                     |                                     |                                     |                                     |                                     |                                     |                                     |
| Minister van Landbouw en Voedsel                          | Leonid Rusak                         |                                     |                                     |                                     |                                     |                                     |                                     |                                     |
| Minister van Architectuur en Bouw                         | Gennadi Kurotsjkin                   |                                     |                                     |                                     |                                     |                                     |                                     |                                     |
| Minister van Communicatie en ICT                          | Vladimir Gontsjarenko                |                                     |                                     |                                     |                                     |                                     |                                     |                                     |
| Minister van Cultuur                                      | Vladimir Matveitsjuk                 |                                     |                                     |                                     |                                     |                                     |                                     |                                     |
| Minister van Defensie                                     | luitenant-generaal Leonid Maltsev    |                                     |                                     |                                     |                                     |                                     |                                     |                                     |
| Minister van Onderwijs                                    | Aleksandr Radkov                     |                                     |                                     |                                     |                                     |                                     |                                     |                                     |
| Minister van Noodsituaties                                | Enver Barijev                        |                                     |                                     |                                     |                                     |                                     |                                     |                                     |
| Minister van Energie                                      | Aleksandr Argejev                    |                                     |                                     |                                     |                                     |                                     |                                     |                                     |
| Minister van Bosbouw                                      | Pjotr Semasjko                       |                                     |                                     |                                     |                                     |                                     |                                     |                                     |
| Minister van Justitie                                     | Viktor Golovanov                     |                                     |                                     |                                     |                                     |                                     |                                     |                                     |
| Minister van Arbeid en Sociale Zaken                      | Antonina Morova                      |                                     |                                     |                                     |                                     |                                     |                                     |                                     |
| Minister van Binnenlandse Zaken                           | Vladimir Naumov                      |                                     |                                     |                                     |                                     |                                     |                                     |                                     |
| Minister van Volksgezondheid                              | Victor Rudenko                       |                                     |                                     |                                     |                                     |                                     |                                     |                                     |
| Minister van Volkshuisvesting en Communale Zaken          | Vladimir Belochvostov                |                                     |                                     |                                     |                                     |                                     |                                     |                                     |
| Minister van Industrie                                    | Anatoli Roesetski                    |                                     |                                     |                                     |                                     |                                     |                                     |                                     |
| Minister van Natuurlijke Hulpbronnen en Milieubescherming | Leonti Choroesjik                    |                                     |                                     |                                     |                                     |                                     |                                     |                                     |
| Minister van Sport en Toerisme                            | Aleksandr Grigorov                   |                                     |                                     |                                     |                                     |                                     |                                     |                                     |
| Minister van Statistieken en Analyses                     | Vladimir Zinovski                    |                                     |                                     |                                     |                                     |                                     |                                     |                                     |
| Minister van Belastingcontrole                            | Anna Deiko                           |                                     |                                     |                                     |                                     |                                     |                                     |                                     |
| Minister van Handel                                       | Aleksandr Ivankov                    |                                     |                                     |                                     |                                     |                                     |                                     |                                     |
| Minister van Informatie                                   | Vladimir Rusakevitsj                 |                                     |                                     |                                     |                                     |                                     |                                     |                                     |
| Minister van Transport en Communicatie                    | Vladimir Sosnovski                   |                                     |                                     |                                     |                                     |                                     |                                     |                                     |
| Voorzitter van het Comité voor Staatsveiligheid           | generaal-majoor Stsyapan Soekjarenka |                                     |                                     |                                     |                                     |                                     |                                     |                                     |
| Staatssecretaris van Veiligheid (waarnemend)              | kolonel Joeri Krivosjejev            |                                     |                                     |                                     |                                     |                                     |                                     |                                     |
| Openbaar Aanklager                                        | —                                    |                                     |                                     |                                     |                                     |                                     |                                     |                                     |
| Permanent vertegenwoordiger van Wit-Rusland bij de VN     | —                                    |                                     |                                     |                                     |                                     |                                     |                                     |                                     |

## Verwijzingen
1. 1 2  Grondwet van Wit-Rusland (1996), hoofdstuk 5, artikel 106